# رد اووک (اکلاهما)
رد اووک(به انگلیسی: Red Oak) شهری در ایالت اکلاهما کشور ایالات متحده آمریکا است که جمعیت آن در سرشماری سال ۲۰۱۰ میلادی، ۵۴۹ نفر بوده‌است.